# Dieter Otten
Dieter Otten (* 1943 in Eltville am Rhein) ist ein deutscher Soziologe. Er war bis 2007 Professor für Soziologie an der Universität Osnabrück.

## Leben
Dieter Otten wurde 1972 an der Universität Münster (Kapitalentwicklung und Qualifikationsstruktur, 1974) promoviert und war bis 1973 an der Gründung der Universität Osnabrück beteiligt (Schwerpunkt: einphasige Lehrerausbildung), an die er 1974 als Professor für Soziologie berufen wurde.
2007 gründete Otten die Stiftung: Internetwahlen, heute Stiftung: Internetforschung.

## Werk
Ottens Forschungsthema in der theoretischen Soziologie ist die Schnittstelle zwischen Technologie und Gesellschaft. Im Zentrum stand zunächst die Erforschung der Produktivkraftentwicklung aus marxistischer und nicht-marxistischer Sicht. Dies führte im ersten Teil seines Werkes Die Welt der Industrie (1985) zu einem Verständnis der Industriellen Revolution. Im zweiten Teil entwickelte Otten das Konzept einer post-fordistischen Informationsgesellschaft im Spannungsverhältnis zur Lohnarbeitergesellschaft.
In den 1990er Jahren begann Otten mit der Erforschung der Jahrgänge 1939 bis 1964, die er mit der 50+ Studie von 2008 als Akteure eines Alters-Werte-Wandels identifizierte.
Im Jahr 1998 begann Otten mit der Erforschung der Internetwahlen. Daraus ging in Zusammenarbeit mit Jürgen Küntzler das Protokoll eines sicheren und anonymen Online-Wahlsystems hervor.

## Schriften (Auswahl)
- Kapitalentwicklung und Qualifikationsentwicklung. Zum logischen und historischen Verhältnis von wirtschaftlich-technischer Entwicklung und Ausbildung des Arbeitsvermögens. Rossa, Berlin 1973, (Zugleich: Münster, Universität, Dissertation, 1973).
- Stichworte zur Kritik der Politischen Ökonomie. Soak, Wunstorf 1974.
- Die Welt der Industrie. Entstehung und Entwicklung der modernen Industriegesellschaft. 2 Bände. Rowohlt, Reinbek bei Hamburg 1986.
  - Band 1: Aufstieg und Expansion (= Rororo. 6972, rororo-Sachbuch.). 1986, ISBN 3-499-16972-X;
  - Band 2: Krise und Transformation (= Rororo. 6973, rororo-Sachbuch.). 1986, ISBN 3-499-16973-8.
- MännerVersagen. Über das Verhältnis der Geschlechter im 21. Jahrhundert. Lübbe, Bergisch Gladbach 2000, ISBN 3-7857-2030-0.
- Öffentliche Internetwahlen. In: Erwin Staudt (Hrsg.): Deutschland online.	Standortwettbewerb im Informationszeitalter. Projekte und Strategien für den Sprung an die Spitze. Mit einem Geleitwort des Bundeskanzlers. Springer, Berlin u. a. 2002, ISBN 3-540-43435-6, S. 189–197, doi:10.1007/978-3-642-56117-7_19.
- Modernisierung der Präsenzwahl durch das Internet. In: Hubertus Buchstein, Harald Neymanns (Hrsg.): Online-Wahlen. Leske und Budrich, Opladen 2002, ISBN 3-8100-3380-4, S. 71–90, doi:10.1007/978-3-663-10949-5_5.
- Mehr Demokratie durch Internetwahlen? Präsentationen am Nixdorf-Forum in Paderborn 2005.
- Die 50+ Studie. Wie die jungen Alten die Gesellschaft revolutionieren. Rowohlt-Taschenbuch-Verlag, Reinbek bei Hamburg 2008, ISBN 978-3-499-62354-7.